# Emilija Kokić
Emilija Kokić (Zadar, 10 mei 1968) is de voormalige hoofdzangeres van de popband Riva die in 1989 met het liedje Rock me het Eurovisiesongfestival won.
Na het stoppen van de groep in 1991 werd Kokić een succesvolle soloartieste in Kroatië. In 2001 en 2003 waagde ze opnieuw haar kans voor een Eurovisieticket in Dora, de Kroatische voorronde voor het Eurovisiesongfestival, maar zonder succes. In 2008 deed ze opnieuw mee aan Dora en toen werd ze tweede.

## Discografie
- Emilija (1994)
- 100% Emilija (1995)
- Ostavi trag (1996)
- S' moje strane svemira (1999)
- Ja sam tu (2001)
- Halo (2004)
- Čime sam te zaslužila (2008)